# Mozart Lindberg
Mozart Lindberg (29. april 1881 København – 5. juli 1975 Malmø), navneforandring 1959 til Måns Mozart Jetvig, var en københavnsk kriminel, som 2 gange udstod straf på 16 års tugthusarbejde og dernæst 25 års psykopatforvaring for frihedsberøvelse af præsten fra Gram i en trækasse på en lastbil, i et forsøg på afpresning.
Han tilbragte 60 år af sit 94 år lange liv i fængsler med adskillige mislykkede flugtforsøg.

## Vild ungdom og forbedringshus
Mozart Lindberg var søn af maskinarbejder Jöns Larsson Lindberg og hustru Karna Månsdatter, Prinsensgade 25, Vor Frelsers Sogn, København.
Drengen Mozart kom ud at sejle, hvor han i 1897 blev afstraffet for at stjæle penge ombord på skibet.
Året efter blev han som 17-årig idømt 20 slag rotting for bedrageri.
Lindberg fik arbejde som tjener på Hotel Kongen af Danmark og kom til London, hvor han arbejdede på nogle af byens fineste hoteller.
Hjemvendt til København i 1901 kunne han ikke finde arbejde som tjener, men begik 2 indbrudstyverier og nogle cykeltyverier og idømtes 3 års forbedringshus.

## Mordforsøg på Hotel Kongen af Danmark i 1903
Lindberg løsladtes 2. september 1903 fra Vridsløselille og besøgte sin familie, men købte en køkkenøkse og indlogerede sig samme aften på Hotel Kongen af Danmark med henblik på at røve kassebeholdningen. Han anvistes et værelse på 1. sal, hvortil han lokkede natportieren og overfaldt ham med 3 hårde slag med øksen. Natportieren skreg op og Lindberg blev bange og flygtede uden sin kuffert og frakke. Han blev efterlyst og 3 dage senere genkendt og anholdt på Korporalskroen ved Karlslunde.
For røveri- og mordforsøget idømtes Lindberg 29. december 1903 af Kriminalretten i København 16 års tugthus.
Under afsoningen i Horsens Tugthus afsløredes Lindberg i 1907 at planlægge flugt ved at presse en medfange, som skulle løslades, hvilket kostede 15 piskeslag med en 13-halet kat.
Natten mellem 19. og 20. juni 1908 lykkedes det Lindberg medbringende en forklædning, at flygte fra natcellen på 4. sal gennem etageadskillelsen til loftet og med et tov ned i fængselsgården, hvor han blev standset inden han nåede at bruge forklædningen.

## Amerikarejse og fængsel i England i 1920
I januar 1920 løslodes Lindberg fra Horsens Statsfængsel og rejste samme år 4 måneder til Amerika (Canada) og dernæst til London, hvor han i oktober 1920 anholdtes for forsøg på indbrud sammen med en rumæner, som under afhøringen påstod at Lindberg havde truet med at skyde ham.
Lindberg idømtes 3 måneders hårdt arbejde og derefter udvisning.
Scotland Yard betegnede ham som en yderst farlig forbryder, der næppe ville vige tilbage for at begå mord for derved at opnå sin hensigt.

## Røveriforsøg sammen med Olga i 1921
Efter at være kommet hjem til Danmark foretog Lindberg rejser til flere tyske storbyer for efter eget udsagn at sælge varer.
I marts 1921 og frem begik han flere indbrud og cykeltyverier og fik sig en kæreste Olga Jeppesen, med hvem han udtænkte et par snedige plyndringer. Hun tog plads i huset ved en velhavende arkitektfamilie ved hjælp af en falsk anbefaling, men et forsøg på at bedøve familien ved at hælde bedøvelsesmiddel i kaffen slog fejl og hun forlod pladsen.
Natten til den 8. juni 1921 begik Lindberg i ledtog med Olga et mærkværdigt overfald mod en en 83-årig enkefru og hendes voksne datter, hvor Olga dagen inden havde ansøgt plads som enepige.
Lindberg bankede om eftermiddagen på og udgav sig for at være statsbetjent, for at anbefale pigen, men kom igen ud på natten og bandt de 2 damer på hænder og hals og truede dem med en pistol til at tie stille. Datteren genkendte ham som statsbetjenten fra tidligere.
Olga gav han besked på at hente totenschlægeren og gennemrodede så nogen skuffer og bestemte sig så for at forhøre den gamle dame. Efter nogle timer endte det hele med at parret gav damerne en undskyldning og forklarede det hele var en misforståelse og de forsvandt uden at have stjålet noget.
Damerne anmeldte overfaldet og næste morgen anholdtes parret uden dramatik, men han nægtede hårdnakket at have begået ulovligheder.
Ifølge overlægen på Kommunehospitalets 6. afdeling syntes Lindberg at være af psykopatisk natur, men tegn på virkelig sindssygdom blev ikke fundet.
En nævningeret fandt i december 1921 Lindberg skyldig i tyverier og i røveriforsøg mod arkitekten og de to damer, mens Olga fandtes skyldig i hæleri med hensyn til en stjålen damecykel og i meddelagtighed i røveriforsøget mod damerne.
Straffen fastsattes til 16 års tugthusarbejde for Lindbergs vedkommende, og Olga fik 3 års forbedringshus.
Strafudmålingen på 16 år stadfæstedes af Højesteret.
Under afsoning i Horsens Tugthus forsøgte Lindberg igen den 29. december 1927 at flygte, ved fra sin arbejdsplads på 3. syd at lave et hul i ydermuren og derigennem at udkaste en rebstige. Flugtforsøget blev straks opdaget og standset, fordi stigen slog imod overbetjentkontorets vindue.

## Bortførelse af præsten fra Gram 26. marts 1938
Den 24. februar 1938 blev den nu knap 57-årige Lindberg løsladt fra Horsens med 1.500 kr., tjent ved tugthusarbejde.
Den næste måned foretog han en tilsyneladende planløs rejse rundt i store dele af Danmark på tog og cykel under diskret skygning af politiet.
Undervejs indlogerede han sig med adskillige navne og titler og averterede i Jyllands-Posten efter en pålidelig chauffør og en kontordame. Med sig bragte han 3 fantasifulde certifikater underskrevet navnet Palle Rosenkrans, som bevis på han tilhørte 'det hemmelige internationale politikorps'.
I Esbjerg lejede Lindberg en bil, men ansatte ingen chauffør, men derimod 3 personer til sit politikorps, som i Ribe satte stævne med yderligere 2 unge mænd. Dagen efter kørte Lindberg sammen med 3 af mændene til Holstebro, hvor han lejede en lastbil.
Hos tømrerfirmaet Dahl og Baagø i Vejen havde Lindberg bestilt en stor trækasse med et lille vindue og lås på døren, beregnet til vareprøver, som monteredes på ladet af lastbilen.
Lørdag den 26. marts 1938 kl. 10 fulgte de intetanende betjente efter selskabet fra indlogeringsstedet Mikkelborg Kro til Rødding, hvor Lindberg bl.a. købte et lille bord og en stol, som indsattes i kassen.
Udenfor Gram fik lastbilen tilsyneladende motorstop og Lindberg satte sig ind i den lille bil med en chauffør og forsvandt.
Omkring kl. 13.30 kørte bilen ind til Gram Præstegård og Lindberg præsenterede sig overfor pastor Thorkild Phillipsen som sagfører Rosen og anmodede præsten om at køre med til Brøns Sogn, hvor sagfører Ravn fra Flensborg pludselig var blevet syg og ønskede at tale med ham. Philipsen indvilligede intetanende og satte sig ind i bilen, hvilket i øvrigt observeredes af politiet, som netop kom forbi.
Bilen kørte imidlertid ikke den direkte vej mod Brøns, men stoppede op ved lastbilen udenfor Gram og bilerne fortsatte mod Ribe. Ved en granbevoksning 5 km fra byen gjorde bilerne holdt og Lindberg sad nu i enrum med præsten i bilen.
Han viste præsten sine certifikater og forklarede, at han var chef for det hemmelige politi i Danmark og mistænkte præsten for at ligge inde med hemmelige papirer i en aktion, som kunne skade den danske stat, hvorfor præsten havde modtaget en større pengesum for at være mellemmand.
Da Philipsen nægtede tilkaldte Lindberg de 3 medhjælpere og beordrede ham over i kassen, hvor der var bord og stole og skrivemateriel.
Da præsten igen nægtede at skrive en erklæring om sin skyld blev han bundet på hænder og fødder og fik et stort plaster for munden.
I stedet blev han bedt om at skrive en helt anden historie til sin kone, at han havde modtaget en stor sum penge fra en dame i Kiel og han havde spillet dem op.
Efter en times tid ved Ribe var personbilen i mellemtiden blevet afleveret til sin ejermand og chaufføren kommet tilbage til lastbilen, som kørte tilbage mod Gram, hvor den gjorde holdt 1½ time lige udenfor byen. Philipsen var blevet beordret til at sove i halmen inde i kassen.
Efter 4 timers bortførelse var lastbilen tilbage i Gram og det lykkedes pastor Philipsen at flygte ud af kassen over til sognefogeden. Politiet kom til stede og en betjent fandt senere Lindberg ovre på præstegården, hvor han forhandlede løsesum med præstekonen og han anholdtes.
Lindbergs nægtede først sin sande identitet, men efter en nat i arresten blev han mere medgørlig, men hans forklaring var meget usammenhængende.
Retslægerådet anbefalede psykopatforvaring, eventuelt sikkerhedsforvaring.
Et nævningeting i Sønderborg dømte i juni 1939 Mozart Lindberg skyldig i frihedsberøvelse og dokumentfalsk med anbringelse i psykopatforvaring.
I 1940 og 1942 afslog Vestre Landsret Lindbergs ansøgninger om lettelser af de imod ham trufne foranstaltninger, ligesom den Den Særlige Klageret afslog genoptagelse af sagen.

## Frihed i 1963
Efter 25 års psykopatforvaring blev Måns Mozart Jetvig som 82-årig i 1963 endelig udskrevet på prøve.
Han døde 5. juli 1975 i Malmø, 94 år gammel.
Trækassen blev i øvrigt foræret til spejderbevægelsen og solgt på auktion for 45 kr.

## Eksterne links
- Mozart Lindberg - coneliand.dk
- En kasse til pastoren Arkiveret 14. december 2014 hos  Wayback Machine - vejenby.dk
- Berømte fanger Arkiveret 13. december 2014 hos  Wayback Machine - ejail.dk
- Mozart Lindberg Arkiveret 30. oktober 2014 hos  Wayback Machine - Horsens Museum
- Mozart Lindberg Arkiveret 13. december 2014 hos  Wayback Machine - faengslet2.dk
- Mozart Lindberg Arkiveret 20. februar 2022 hos  Wayback Machine - ejail.dk
- Den 24. februar 1938 (Webside ikke længere tilgængelig) - sindoe.dk
- To forskellige kidnapninger - Fyens Stiftstidende 8. april 2008
- Storforbryderen Mozart Lindberg Arkiveret 25. december 2014 hos  Wayback Machine - DR P1 19. december 2008